# Modrzewiacy
Zespół Pieśni i Tańca "Modrzewiacy"  z Wołczyn koncertuje od 1980 roku  na Śląsku Opolskim.
Założycielem jest Stanisław Bigus. Nazwa pochodzi od modrzewi rosnących w pobliskich lasach.
W ciągu kilku lat z niewielkiej grupy uczniów szkół średnich i młodzieży pracującej powstał czterdziestoosobowy
zespół wraz z kapelą. 
Zespół czerpiąc z folkloru przedstawia oprócz folkloru śląskiego polskie tańce narodowe
oraz tańce z regionu kurpiowskiego, lubelskiego, rzeszowskiego, krakowskiego i żywieckiego. 
Zespół dwukrotnie brał udział w Opolskim Święcie Pieśni Ludowej
oraz dwukrotnie w Wojewódzkim Przeglądzie Zespołów
Artystycznych "Wiatraki", za każdym razem przyznawano
zespołowi pierwsze miejsce.
Zespół działa przy Wołczyńskim Ośrodku Kultury w Wołczynie